# 切爾沃內斯塔夫 (哈爾科夫州)
49°17′8″N 37°50′7″E / 49.28556°N 37.83528°E
切爾沃内斯塔夫（烏克蘭語：Червоний Став）是位於烏克蘭東部的村莊，由哈爾科夫州伊久姆區的博罗瓦市镇負責管轄。該村始建於1685年，面積0.36平方公里，海拔高度177米，2001年人口9，人口密度每平方公里24.9人。